# Pośredni Wierszyk (Koprowy Wierch)
Pośredni Wierszyk (słow. Prostredný chrbát, Prostredný vrch) – długa północno-zachodnia grań Koprowego Wierchu (2363 m) w słowackich Tatrach Wysokich. 
Nazwa Wierszyk to zdrobnienie od słowa wierch, zaś pierwszy człon nazwy Pośredni pochodzi od dawnej nazwy Koprowego Wierchu – Pośredni Wierch. Pośredni Wierszyk stał się popularny wśród taterników w latach 60. XX wieku. Zrobiono wówczas na nim wiele dróg wspinaczkowych, ale aż do 1973 r. prócz Palca nie było w nim żadnego nazwanego obiektu. Dopiero Andrzej Skłodowski w numerze 1 czasopisma Taternik opublikował wszystkie nazwy w tym obiekcie. Później w Czterojęzycznym słowniku nazw tatrzańskich pojawiła się nazwa jeszcze jednej przełączki (Przełączka ku Palcu).
Pośredni Wierszyk ma długość około 2,5 km i opada do Ciemnych Smreczyn i oddzielając Dolinę Hlińską od Ciemnosmreczyńskiej i Doliny Piarżystej. Od strony Doliny Hlińskiej jej ściany są niższe, a stoki pod nimi łagodniejsze. Grań Pośredniego Wierszyka jest stosunkowo wyrównana, brak w niej wybitnych szczytów i przełęczy. Do Doliny Ciemnosmreczyńskiej opada stromo, jej ściany podsypane są piargami. Poczynając od Koprowego Wierchu w jego grani wyróżnia się kolejno następujące obiekty:
- Koprowa Ławka (Kôprovská lávka), ok. 2330 m,
- Mały Koprowy Wierch (Malý Kôprovský štít), ok. 2350 m,
- Przełączka pod Palcem (Štrbina za Palcom), ok. 2210 m,
- Palec (Palec), ok. 2220 m,
- Przełączka ku Palcu (Štrbina pred Palcom)[3],
- Wyżni Pośredni Wierszyk (Vyšný Prostredný chrbát) ok. 2225 m,
- Wyżnia Przybylińska Przełęcz (Vyšné pribylinské sedlo), ok. 2080 m,
- Niżni Pośredni Wierszyk (Nižný Prostredný chrbát), ok. 2100 m,
- Niżnia Przybylińska Przełęcz (Nižné pribylinské sedlo), ok. 1905 m,
- Przybylińska Czuba (Pośrednia Czuba, Posledný chrbát) 1926 m[2][4].

Grań Pośredniego Wierszyka jest ostra, w wielu miejscach (zwłaszcza ku północy) eksponowana. Jej przejście można porównać do przejścia Orlą Percią, ale bez łańcuchów, klamer i ścieżki. Trudniejsze graniowe partie można jednak obejść nie schodząc niżej niż 15 m. Przejście granią od Koprowego Wierchu do Przybylińskiej Czuby to 0+ w skali tatrzańskiej (z ominięciem Palca) i zajmuje 2 godz. Pierwsze przejście całości: Alfréd Grósz 5 czerwca 1913 r.

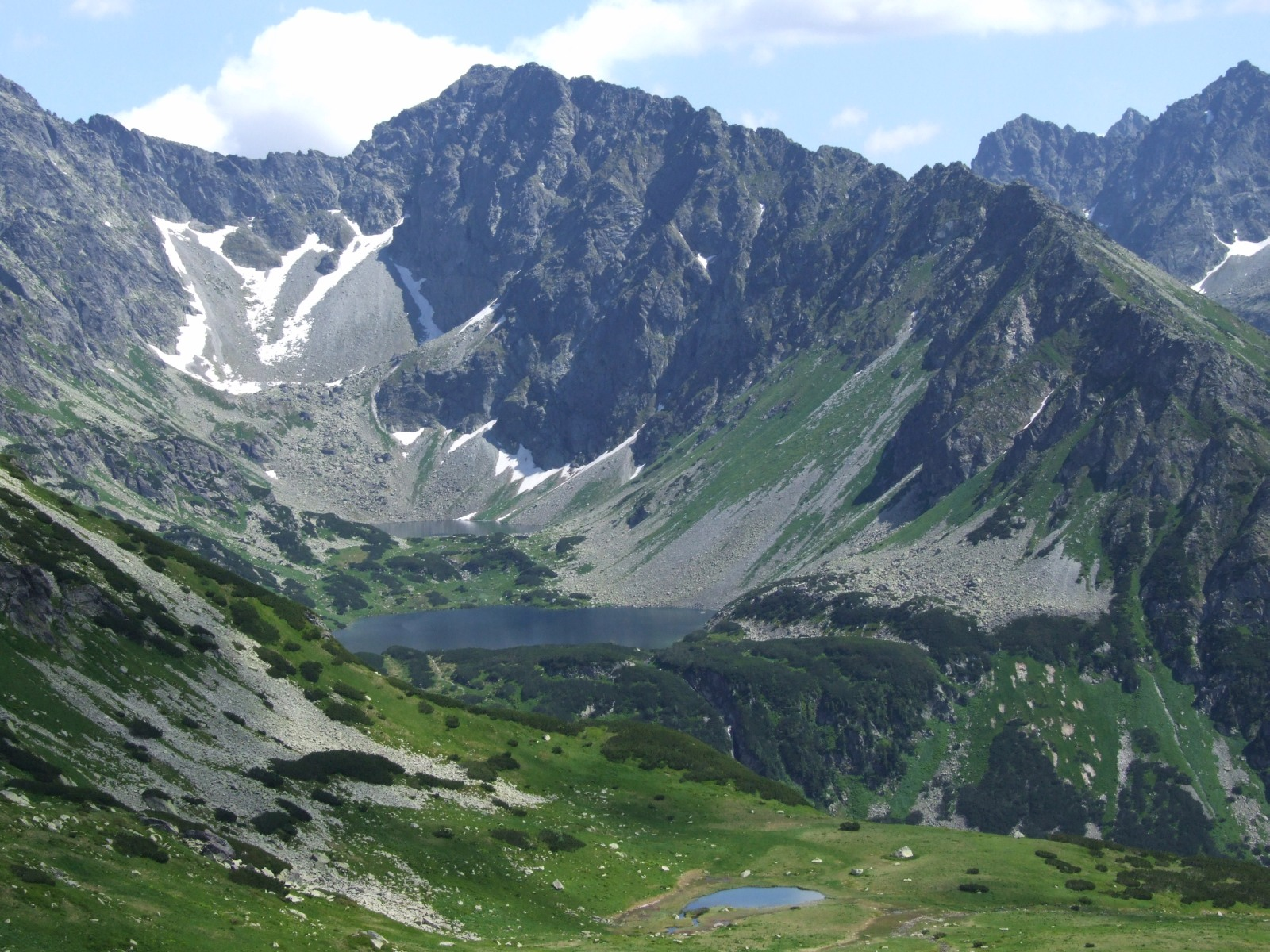
Widok z Dolinki Kobylej
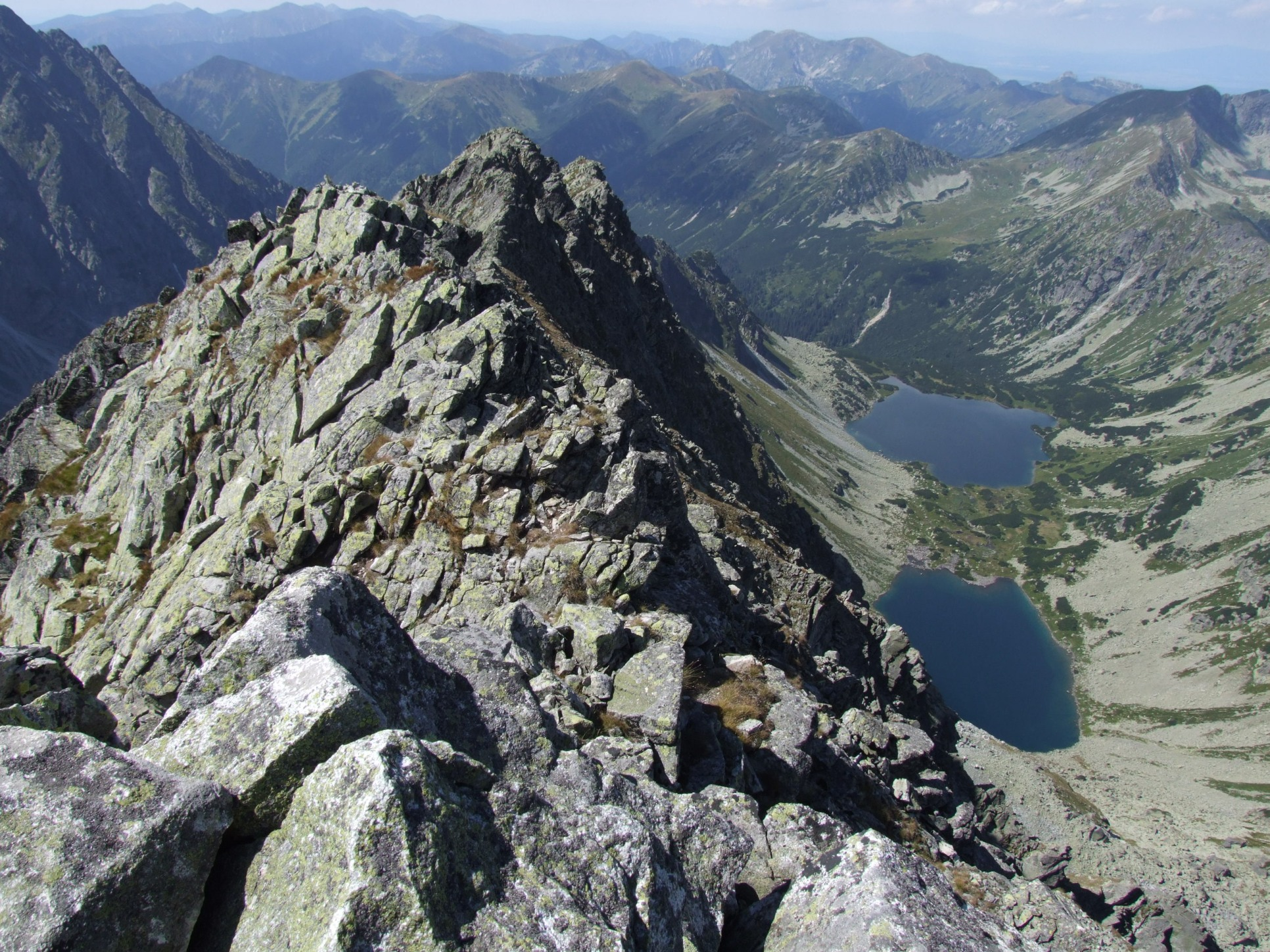
Grań Pośredniego Wierszyka z góry, widok z Koprowego Wierchu
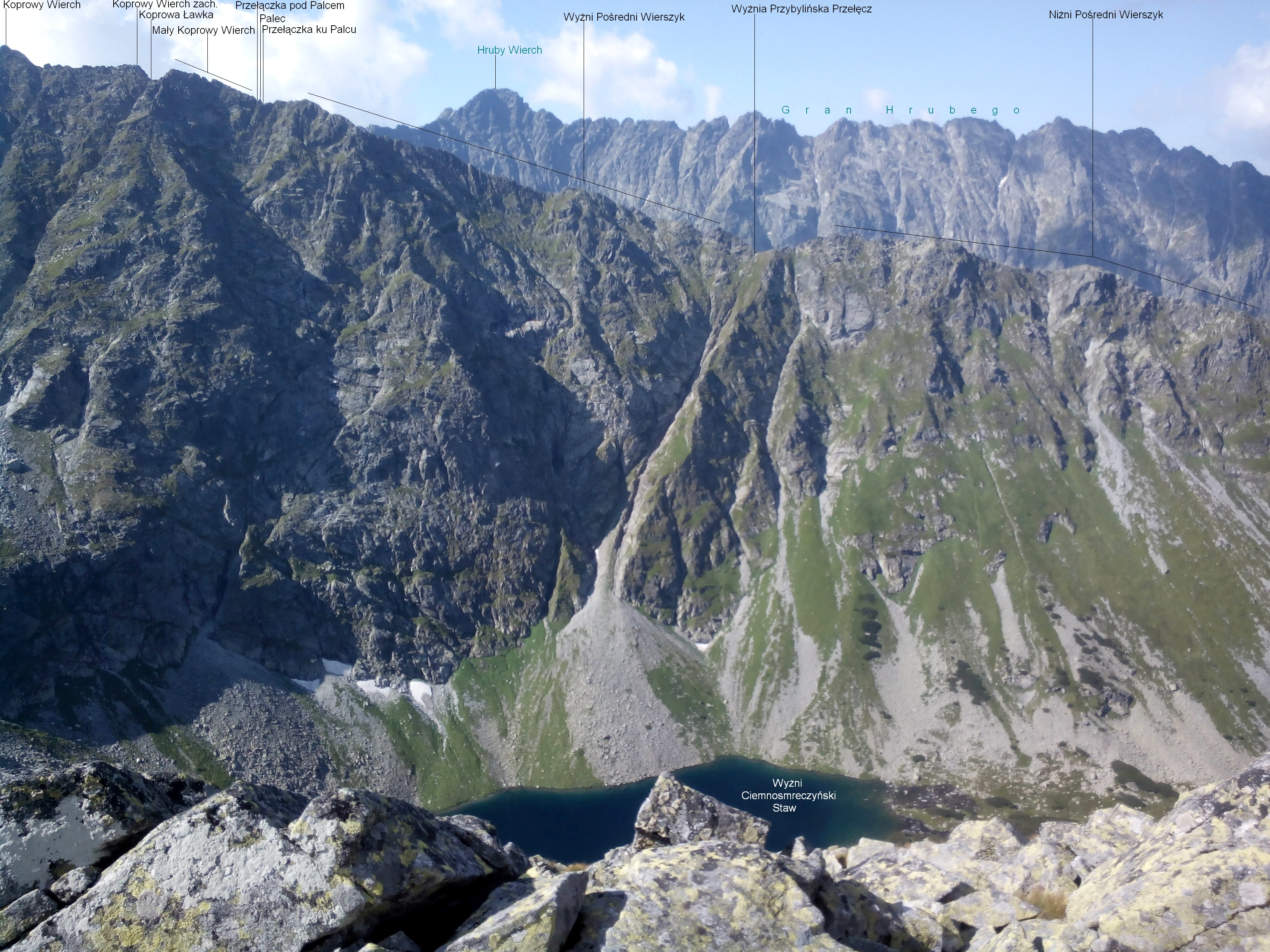
Widok z Liptowskich Murów
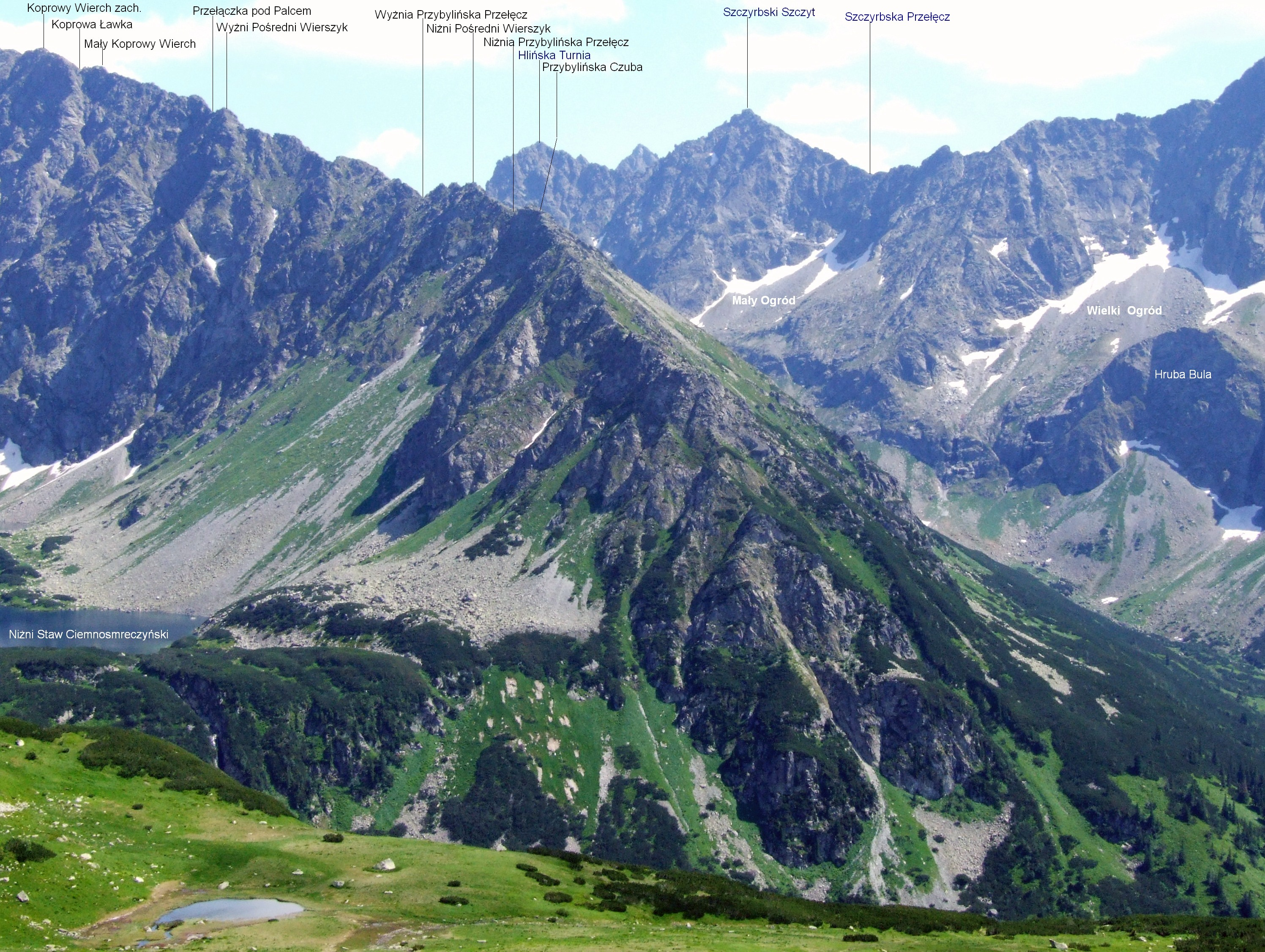
Widok z Dolinki Kobylej
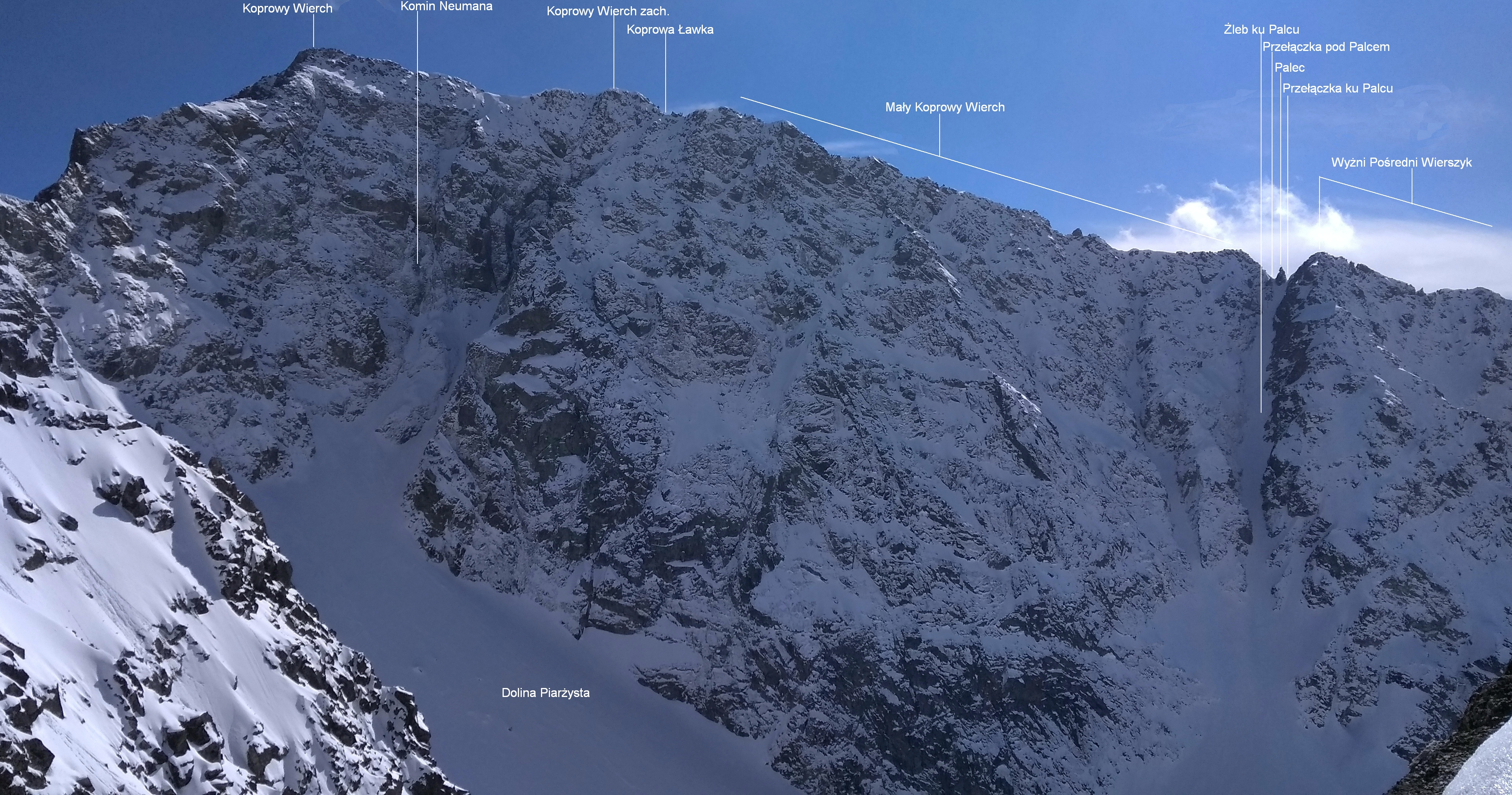
Widok z Liptowskich Murów